# Остання дуель і смерть Олександра Пушкіна

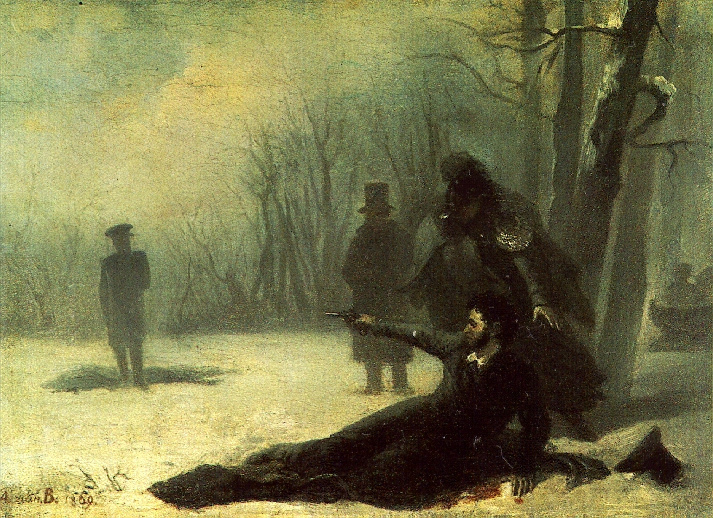
Адріан Волков. Останній постріл О. С. Пушкіна

Дуель між Олександром Пушкіним і Жоржем де Геккерном (Дантесом) відбулася 27 січня (8 лютого) 1837 року на околиці Санкт-Петербурга, в районі Чорної річки біля Комендантської дачі. Дуелянти стрілялися на пістолетах. В результаті дуелі Пушкін був смертельно поранений і через два дні помер.
Місце цієї дуелі: Чорна річка — тодішній центр Петербурга, приплив дельти Неви, де розташовані дачі, городи і пустирі. Снігу того дня було по коліно. Час: 17:30 — 18:30.
За підрахунками пушкіністів, зіткнення з Дантесом було як мінімум двадцять першим викликом на дуель в житті поета. Він був ініціатором п'ятнадцяти дуелей, з яких відбулися чотири, інші не відбулися через примирення сторін, в основному стараннями друзів Пушкіна; в шести випадках виклик на дуель виходив не від Пушкіна, а від його опонентів.

## Передумови
Француз, офіцер кавалергардського полку, прийомний син нідерландського посланника в Санкт-Петербурзі барона Луї Геккерна, познайомився зі своєю ровесницею Наталією Пушкіною, дружиною поета, в 1835 році. В очах світського суспільства Дантес-Геккерн, красивий блондин, постав блискучим молодим офіцером, закоханим в красуню-дружину ревнивого чоловіка (Пушкін не любив придворного життя і не викликав теплих почуттів у впливових світських людей).
У світському суспільстві ходили чутки про взаємність почуттів Пушкіної і про те, що Дантес уже домігся перемоги; для розгортання конфлікту виникла чутка грала не меншу, а то й більшу роль, ніж реальний стан справ.
Непременный секретарь граф И. Борх

## Анонімні листи і перший конфлікт (листопад 1836 року)
4 (16) листопада 1836 року міська пошта доставила Пушкіну і кільком його друзям анонімний пасквіль французькою мовою, в якому Пушкіну присвоювався «патент на звання рогоносця»; в цій пародійної орденській грамоті містився тонкий натяк на увагу до Наталії Пушкіної з боку не тільки Дантеса, але й самого царя. У 1927 році пушкіністами (Б. В. Казанським і П. Є. Рейнботом) було висловлено припущення, що пасквіль вказує на уявний зв'язок Наталії Миколаївни з імператором, тому що Пушкін названий заступником Наришкіна, чоловіка Марії Наришкіної, коханки Олександра I; цю точку зору підтримав і автор найбільш авторитетного на той час дослідження дуелі П. Є. Щоголєв. Однак М. О. Раєвський вважав, що «доведеним його [припущення] вважати не можна». Сам Пушкін вважав, що лист виходить від Геккерна. Його впевненість підтримала думка типографа М. Л. Яковлєва, якому поет показав пасквіль. Яковлєв вважав, що послання написане на папері іноземного виробництва. Підозра деяких сучасників, зокрема секунданта Пушкіна К. К. Данзаса, впала на князя І. С. Гагаріна (в 1843 році став єзуїтом). Але Щоголєв у своїй праці «Дуель і смерть Пушкіна», грунтуючись на експертизі почерку, проведеної в 1927 році співробітником карного розшуку А. А. Сальковим, доводить, що автором анонімних пасквілів був П. В. Долгоруков. Однак пізніше, за результатами більш широкої та авторитетної експертизи, організованої істориком-археографом Г. Хаїтом, яка проводилася співробітниками Всесоюзного НДІ судових експертиз, було встановлено, що почерк на збережених примірниках пасквіля не належить ні Долгорукову, ні Гагаріну. Самі Долгоруков і Гагарін за життя також категорично відкидали свою причетність до зазначених листів.
Прийшовши до висновку щодо авторство Геккерна, Пушкін увечері 4 листопада послав Дантесу виклик на дуель. Через тиждень після виклику Жорж Дантес зробив пропозицію Катерині Гончаровій — сестрі Наталії Миколаївни і, відповідно, своячениці Пушкіна. Так як Дантес став нареченим Катерини, Пушкін був змушений відкликати свій виклик (зіграла роль і аудієнція, дана Пушкіну Миколою I, і посередництво В. А. Жуковського). Проте Пушкін відмовлявся мати будь-які стосунки з Дантесом і Геккерном, що, як можна бачити зі спогадів Данзаса, тому що вони могли привести до подальшого загострення ситуації.

## Другий виклик

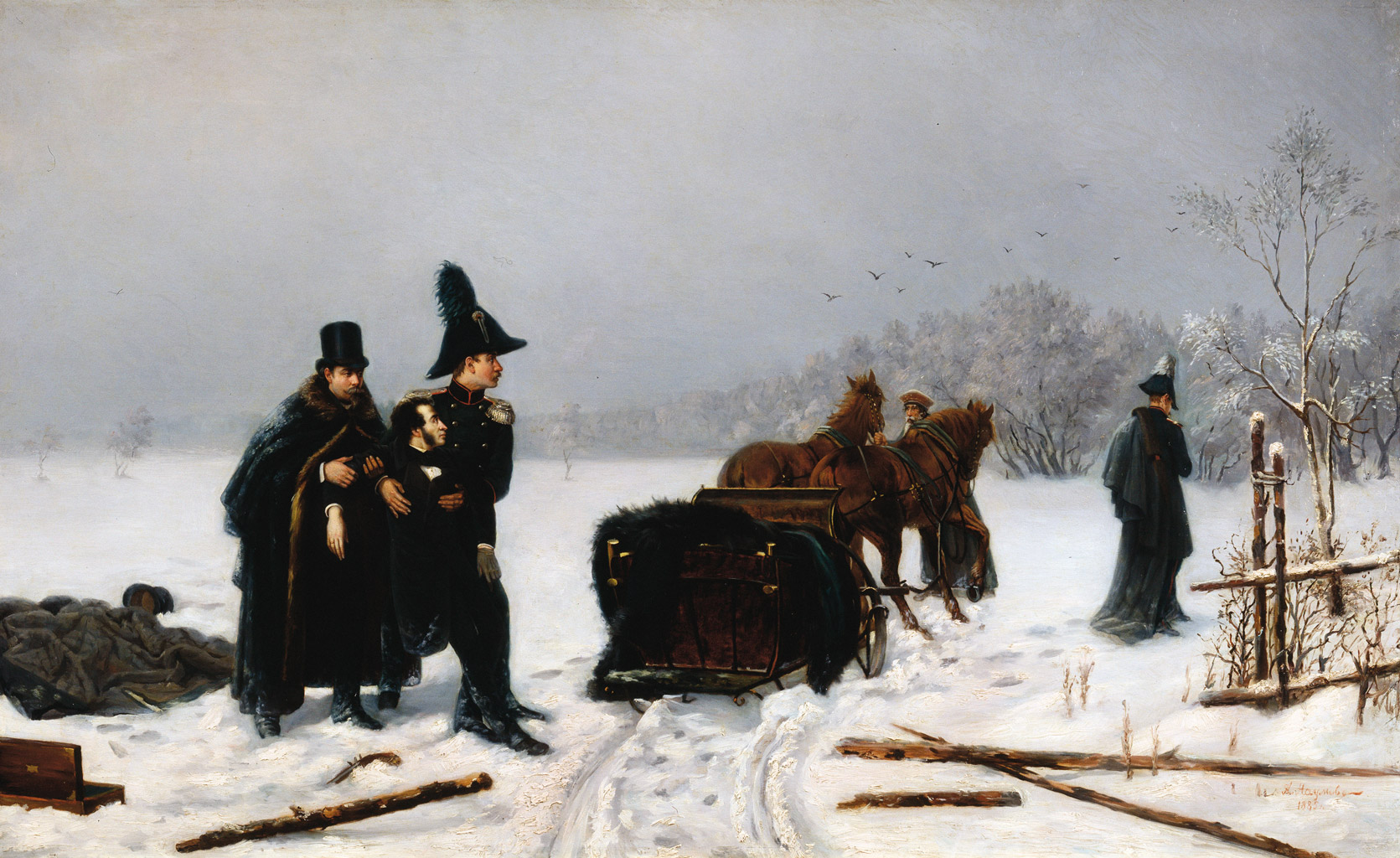
Дуель Пушкіна з Дантесом. Художник Олексій Наумов, 1884 рік

10 січня 1837 року Катерина Гончарова стала дружиною Дантеса. Згодом вона народила чотирьох дітей і померла після пологів в 1843 році, на сьомому році шлюбу.
Після весілля Дантеса і Катерини конфлікт між Пушкіним і Геккерном, не було вичерпано, і незабаром після шлюбу Дантеса з Катериною почалося поширення в світі чуток і жартів («казармених каламбурів») на адресу Пушкіна і його сім'ї. 26 січня (7 лютого) 1837 року Пушкін відправив Геккерну-батькові листа (який, за своєю основою, він скомпонував ще під час першого конфлікту в листопаді), де, надзвичайно різко характеризуючи як батька, так і прийомного сина, він відмовив їм від дому. Пушкін знав, що лист носить явно образливий характер і призведе до нової дуелі.
Того ж дня Луї Геккерн через секретаря французького посольства віконта д'Аршіака листом оголосив Пушкіну, що від його імені Дантес робить йому виклик, зважаючи на важкість образи поєдинок повинен був відбутися «в найкоротший термін». Пушкін без обговорення прийняв вельми жорсткі умови дуелі, письмово складені віконтом д'Аршіаком.

## Дуель
27 січня (8 лютого) 1837 року за Петербургом в переліску біля Комендантської дачі відбулася дуель, на якій Пушкін був смертельно поранений в живіт. Умови дуелі були смертельними і не залишали шансу вцілити обом супротивникам, за умовами вони ставали на відстані двадцяти кроків один від одного, бар'єр становив десять кроків, стріляти дозволялося з будь-якої відстані на шляху до бар'єра, відміткою стали кинуті на сніг шинелі. Секундантом Пушкіна був його ліцейський товариш підполковник К. К. Данзас (спочатку Пушкін вів переговори з британським дипломатом Артуром Меджнісом, але він відмовився, побачивши неможливість примирення), секундантом Дантеса — співробітник французького посольства віконт Олів'є д'Аршіак.
Дантес, не дійшовши до бар'єру одного кроку, вистрілив першим. Куля вцілила Пушкіна: Пушкін впав після пострілу Дантеса, але сказав, що у нього вистачить сил зробити постріл. Секунданти кинулися до поета, той сказав: «Я в силах стріляти!».
При падінні Пушкіна його пістолет впав в сніг і тому Данзас подав йому інший. За іншою версією, Пушкін сам попросив змінити пістолет, на що д'Аршіак став заперечувати, але Дантес знаком зупинив його. Дантес знову став до бар'єра. Куля з пістолета Пушкіна, що стріляв, опираючись на одну руку, потрапила Дантесу в область грудей. Сучасники Пушкіна вказували, що «якби Дантес не тримав руку піднятою, то неодмінно був би убитий; куля пробила руку і вдарилася в один з металевих гудзиків мундира, причому все ж продавила Дантесу два ребра» (так само вказано і в листі В. А. Жуковського С. Л. Пушкіну: «цей гудзик врятував Геккерна»). Сучасні дослідники, пропонуючи розглядати дуель як навмисне вбивство, стверджують, що Дантес одягнув перед дуеллю кольчугу або навіть кірасу; при цьому Данзаса зробили винуватцем загибелі поета — в провину йому ставилося «гра в благородство»: він не тільки не оглянув одяг Дантеса, але й порушив дуельний кодекс, не запросивши на місце поєдинку лікаря і не наполігши на складання докладного протоколу після нього. Відповідаючи таким дослідникам, Я. Л. Левкович вказала, що не збереглося жодних відомостей щодо огляду одягу супротивників перед дуелями і що «подібна перевірка могла поставити перевіряючого в смішне становище, викликати пересуди, обурення» і спровокувати нову дуель. Той, хто йшов на поєдинок (незалежно від його морального обличчя), не міг надіти на себе будь-яке захисне пристосування, маючи на увазі, що поранення будь-якої важкості в разі, якби це пристосування не допомогло, призвело б до негайного огляду пораненого і неминучого вікриття його обману, а це загрожувало йому безчестям і остракізмом. Втім, сучасні тести з аналогічними дуельними пістолетами приводили до того, що куля, пролетівши таку ж відстань, пробивши руку манекена, потрапивши в аналогічний гудзик, пробивала його наскрізь.
Поранений Пушкін відвезли з місця дуелі на санях візника; а біла Комендантської дачі його пересадили в карету, яку послав старший Геккерн.

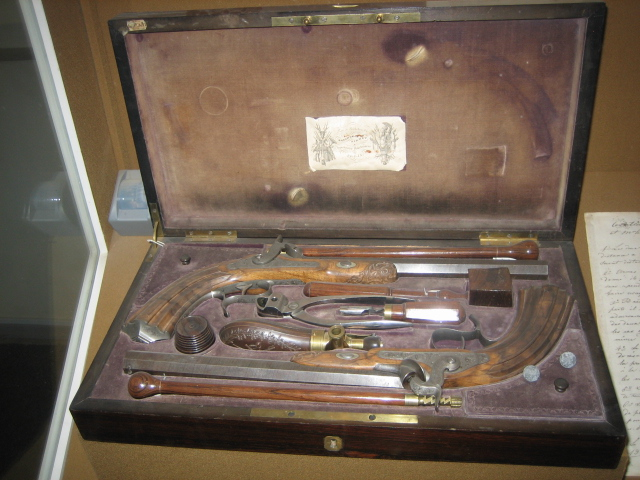
Дуельні пістолети часів Пушкіна з музею О. С. Пушкіна на Мойці, 12, Санкт-Петербург. Справжній пістолет Пушкіна не зберігся, пістолет Дантеса — в приватній колекції у Франції
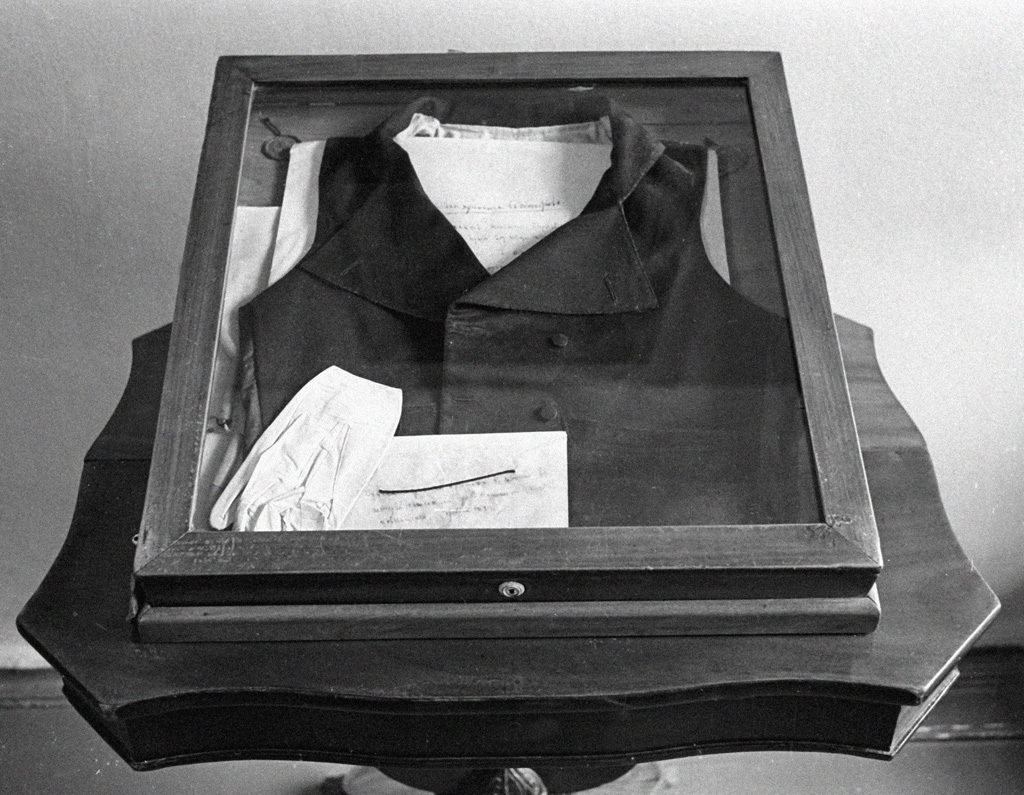
Жилет, в якому Олександр Пушкін стрілявся на дуелі, що зберігається в меморіальному музеї-квартирі поета в Санкт-Петербурзі, Росія

Нині на місці останньої дуелі, в сквері біля перетину Коломяжського проспекту і залізничної лінії Сестрорецького напрямку (район Чорної річки), встановлено пам'ятний обеліск.

## Смертельне поранення Пушкіна

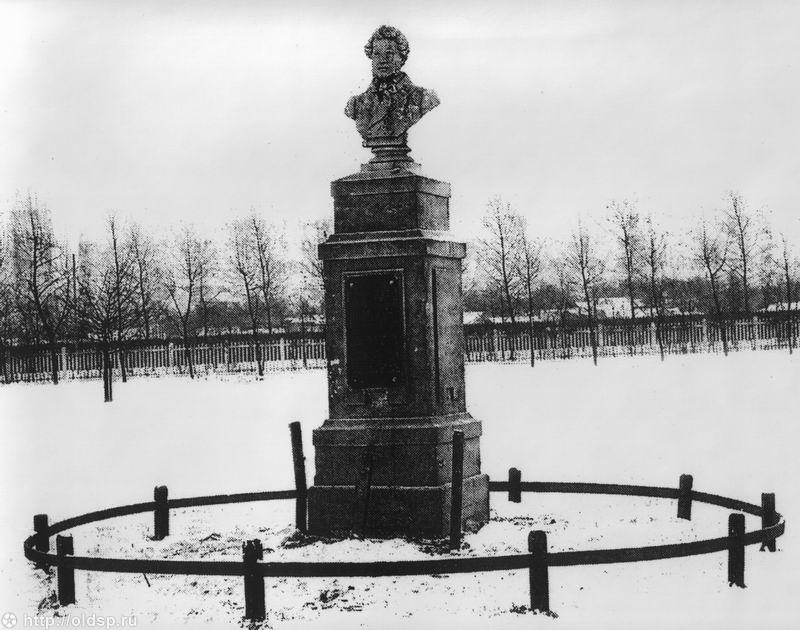
Перший пам'ятник на місці дуелі Пушкіна, нині ст. м. Чорна річка, Санкт-Петербург

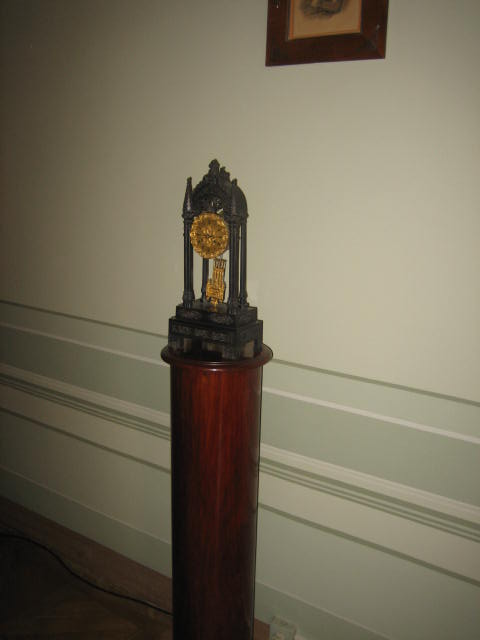
Справжній годинник Олександра Пушкіна в музеї Пушкіна на Мойці, 12, Санкт-Петербург

Пушкіна з місця дуелі привезли додому, на набережну річки Мойки, будинок 12. Час — 18:30.
Всередину будинку повільно вмираючого поета на руках вніс слуга Микита Козлов. Переодягнувшись, слуги привели Пушкіна до дивану, поклали і незабаром наказали лікувати. Цей диван стане останнім притулком — Пушкін більше не встав. Наталія Гончарова, побачивши картину, була не в силах заснути — вона дико ридала, іноді плач переходив в істерику.
Звістка про смертельне поранення Пушкіна проноситься на весь Петербург. Через два дні — в день смерті — столиця завмерла. На церемонію прощання прийшли близько 50 000 чоловік.
Висновок лікарів: куля застрягла і розтрощила тканини, глибоко залишившись всередині живота. Всю наступну ніч з 27 на 28 січня у Пушкіна відкрилися болісні напади страшних страждань — були чутні стогони, почалася кровотеча, очі були готові вийти з орбіт. Лікарі полегшували страждання тільки льодом. 28 січня о 2:00 годині дня від слуг поета Дантесу приходить записка із словами: «Я вас прощаю. У мене роздроблене стегно. Передайте Катерині, що вона теж помилувана».
Рана виявилася смертельною — висновок лікаря Василя Шольца. Арендт — придворний лікар — їде до Зимового палацу доповісти про те, що трапилося Миколі І. Після почутого цар Микола шокований.
Незважаючи на зусилля лікарів під керівництвом М. Ф. Арендта (в грудні 1854 — лютому 1855 років він стане лікувати тяжкохворого імператора Миколу), врятувати поета так і не вдалося: після дуелі Пушкін проживе ще дві доби. Поет помер 29 січня (10 лютого) 1837 року в п'ятницю, о 2:45 годині дня. У момент його смерті був зупинений годинник, який, будучи реліктом епохи, зберігається до цих пір, ставши одним із значущих експонатів музею, організованого у цьому будинку згодом.
Лікарі, які боролися за життя Пушкіна:
- К. К. Задлер і В. Б. Шольц — кваліфіковані медики-акушери, що зробили перший огляд і перев'язку Пушкіна, поки друзі поета розшукували більш підходящих фахівців.
- М. Ф. Арендт — керував лікуванням з моменту приїзду і до смерті. 51 рік, доктор медицини, лейб-медик імператора Миколи I з 1829 року.
- І. Т. Спасський — практично весь час був присутнім біля пораненого, виконуючи призначення М. Ф. Арендта. Пізніше, разом з В. І. Далем проводив розтин тіла, написав щоденник про останні дні поета.[15] 42 роки, академік. Домашній лікар родини Пушкіних. За відгуками сучасників, прекрасний і дуже авторитетний лікар.
- В. І. Даль — з полудня 28 січня (9 лютого) 1837 року вів щоденник історії хвороби, писав протокол розтину.[16] 36 років. До цього моменту захистив докторську дисертацію по хірургії. Сучасники називали його майстром на всі руки і спритним хірургом. Згодом (в 1867 році) видав «Тлумачний словник живої великоросійської мови».
- Х. Х. Саломон — проконсультував М. Ф. Арендта при першому огляді пораненого. 41 рік. Сучасники вважали його прекрасним хірургом, він одним з перших в Росії використовував ефірний наркоз.
- І. Ю. Андрєєвський — викликаний як фахівець з перитоніту. За свідченням О. І. Тургенєва і В. І. Даля, саме він закрив Пушкіну очі. 49 років. Гоф-медик, доктор медицини і хірургії
- І. В. Буяльський — консультував М. Ф. Арендта з приводу поранення Пушкіна. 48 років. Завідувач кафедри анатомії Санкт-Петербурзької Медико-хірургічної академії, один з найкращих російських хірургів.

## Перебіг лікування і його оцінка
28 січня (9 лютого) 1837 року. Старший лікар поліції Іоделіч
Оцінка лікуванняПодібне поранення в наші дні, при сприятливих обставинах значно збільшувало шанси на виживання, але в ті часи шансів на виживання було вкрай мало. На думку низки авторів, опублікованої на початку XXI століття лікування поета, з точки зору медицини тих часів, було цілком виправданим. На їхню думку, додатковим підтвердженням цього є наступна обставина: в 1926 році письменник Андрій Соболь застрелився біля пам'ятника Пушкіну, заподіявши собі рану, яка опинилася схожою на поранення поета — в живіт з правого боку. Незважаючи на те, що поранений був негайно госпіталізований і йому була надана кваліфікована допомога, врятувати його не вдалося.
У той же час деякі автори вказують на грубі помилки, на їх погляд, допущені при лікуванні Пушкіна. Причиною смерті при цьому називається сильна втрата крові і вогнепальний остеомієліт, ускладнений газовою гангреною. Перитоніт, як причину смерті, ці автори заперечують. У той же час вказується, що внутрішня кровотеча викликала гематому черевної порожнини. Ще В. І. Даль вказував, що перитоніт не був безпосередньою причиною смерті Пушкіна, і припускав, що смерть настала внаслідок запалення вен (флебіта), інфекції, спричиненої роздроблення кісток таза, і втрати крові. Поранення кишки встановлено не було, проте, за словами Даля, «в одному тільки місці, завбільшки з гріш, тонкі кишки були вражені гангреною. У цій точці, по всій ймовірності, кишки були забиті кулею». Даль при цьому вказував, що «роздроблення клубової і особливо крижової кістки — невиліковне», що відповідало рівню медицини того часу. В 1899 році лікар Болеслав Родзевич у своїй публікації дорікав лікарів за призначення п'явок, тому що вони ослабили стан хворого. Точки зору, що п'явки серйозно погіршили стан хворого, який втратив багато крові, дотримуються також деякі сучасні автори. На їхню думку, знекровлення, викликане п'явками, а також призначення холодних компресів замість показаного при даному захворюванні тепла, сприяло погіршенню перебігу вогнепального остеомієліту і його ускладнення газовою гангреною. Відзначається, що хворому з осколковим вогнепальним переломом правої клубової і крижової кісток не була забезпечена повна нерухомість, показана при даного виду пораненнях.
Арендту приписується розкриття Пушкіну справжнього стану речей:

Приїхав Арендт, він також оглянув рану. Пушкін просив його сказати йому відверто, в якому він його знаходить положенні, і додав, що якою б відповідь не була, він його налякати не може, але що йому необхідно знати напевно своє становище, щоб встигнути зробити деякі необхідні розпорядження. — Якщо так, — відповідав йому Арендт, — то я повинен вам сказати, що рана ваша дуже небезпечна і що на одужання ваше я майже не маю надії.
— Зі спогадів Данзаса

## Передсмертне листування поета з імператором
Перед смертю Пушкін, приводячи в порядок свої справи, обмінювався повідомленнями з імператором Миколою I. Посередниками були В. А. Жуковський — поет, на той момент вихователь спадкоємця престолу, майбутнього імператора Олександра II, і М. Ф. Арендт — лейб-медик імператора Миколи I, лікар Пушкіна. Лікар першим став посередником між вмираючим поетом і царем: він передав царю прохання поета про помилування секунданта Данзаса.
Також поет просив вибачення за порушення царської заборони на дуелі:

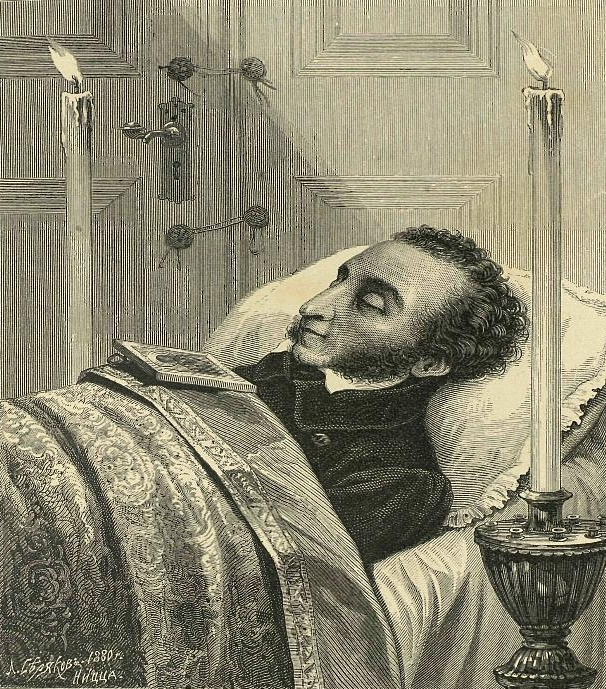
О. С. Пушкин 29 січня 1837 року (гравюра Л. А. Сєрякова, 1880)

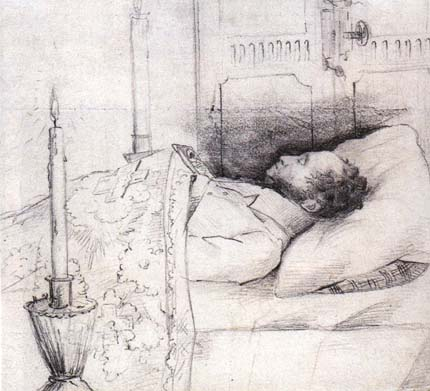
Тіло Пушкіна під час прощання

…чекаю царського слова, щоб померти спокійно… 
Микола I:

Якщо Бог не велить нам вже побачитися на тутешньому світі, посилаю тобі моє прощення і мою останню пораду померти християнином. Про дружину і дітей не турбуйся, я беру їх на свої руки.
— Одні історики стверджують, що цю записку передав Жуковський, інші — Арендт
Микола бачив в Пушкіні небезпечного «вождя вільнодумців» (в зв'язку з цим були обмежені народні виступи в його пам'ять) і згодом запевняв, що він «насилу довів Пушкіна до смерті християнської», що не відповідає відомим фактам: ще до отримання царської записки поет, дізнавшись від лікарів, що його рана смертельна, послав за священиком, щоб причаститися. 29 січня (10 лютого) о 14:45 Пушкін помер від перитоніту.
Микола I виконав обіцянки, дані поетові.
Розпорядження імператора:

1. Заплатити борги. 

2. Закладений маєток батька очистити від боргу. 

3. Вдові пенсіон і дочці по заміжжя. 

4. Синів в пажі і по 1 500 р. на виховання кожного до вступу на службу. 

5. Твір видати на казенний рахунок на користь вдови і дітей. 

6. Одноразово 10 т.

## Поховання Пушкіна
Виготовлення посмертної маски

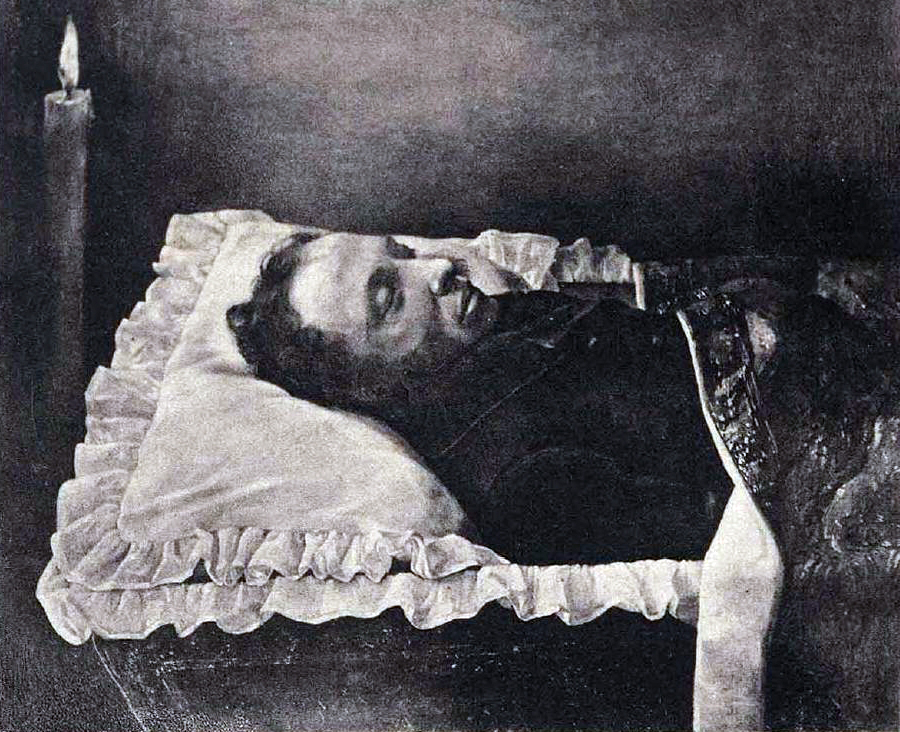
Пушкін в труні

У день смерті з обличчя поета була знята гіпсова маска. Виготовлення її проводилося під наглядом скульптора С. І. Гальберга. Це засвідчено в листі П. О. Плетньова В. Г. Теплякову:
П. О. Плетньов:

Перед тією хвилиною, як йому очі треба було навіки закрити, я встиг до нього. Тут були і Жуковський з Михайлом Вієльгорським, Даль (лікар і літератор), і ще не пам'ятаю хто. Такої мирної смерті я уявити не міг раніше. Негайно відправився до Гальберга. З небіжчика зняли маску, за якою приготували тепер прекрасний бюст.
— за працею Л. П. Февчук
Марія Каменська, дочка графа Ф. П. Толстого, в описі своєї зустрічі з Плетньовим в день смерті Пушкіна свідчить, що безпосередньо зняттям маски займався формувальник-ливарник Балін, якого запросив її батько.
ПрощанняОфіційно було оголошено, що відспівування відбудеться в церкві Адміралтейства, яку тоді називали Ісаакіївським собором, за ім'ям одного з приділів. У розісланому від імені Н. М. Пушкіної повідомленні про смерть чоловіка було запрошення «до відспівування тіла його в Ісаакіївському соборі, що значиться за Аміралтейством, 1-го числа лютого в 11 годині до полудня». Однак через побоювання хвилювань при великому збігу бажаючих попрощатися з поетом Микола I дозволив перенести його у порівняно невелику Конюшенну Церкву, що вважалася придворною, куди змогли потрапити тільки найближчі друзі Пушкіна і члени іноземних місій під наглядом великої кількості жандармів. У ніч з 31 січня на 1 лютого заупокійну службу здійснив протоієрей Петро Песоцький, після чого труну було перенесено до підвалу церкви. Поховати поета за його висловленим за життя бажанням повинні були в Святогірському монастирі, де були могили його предків по лінії Ганнібалів.
ПохованняЗа дорученням Миколи I труну з тілом Пушкіна для перевезення до місця поховання супроводжував друг Пушкіна О. І. Тургенєв. У ніч з 3 на 4 лютого сани з труною в супроводі Тургенєва і жандармського капітана були відправлені до Пскова. Туди ж з інструкцією губернатору О. М. Печурову поїхав посланий керуючим III відділенням О. М. Мордвиновим ватажок псковського дворянства камергер М. А. Яхонтов. Зі вказівками псковського архієпископа для архімандрита монастиря траурна процесія прибула до місця похорону.
Поет знайшов вічний спокій вранці 6 (18) лютого 1837 року на кладовищі Святогірського монастиря в Псковській губернії.
Кращим місцем на землі я вважаю пагорб під стіною Святогірського монастиря в Псковській області, де похований Пушкін. Таких далеких і чистих далей, які відкриваються з цього пагорба, немає більше ніде в Росії.— К. Паустовський

## Кримінальне слідство
Про дуелі було повідомлено військовому начальству. 29 січня 1837 року командувач Окремим Гвардійським Корпусом (до складу Корпусу входив Кавалергардський Його Величності полк, в якому перебував поручик де Геккерн) генерал-ад'ютант Карл Бістром, дізнавшись про дуелі, «всеподдіданніше доніс про це ГОСУДАРЮ ІМПЕРАТОРУ; ЙОГО ж ВЕЛИЧНІСТЬ того ж 29-го числа НАЙВИЩЕ наказати зволив: „судити військовим судом як Геккерена і Пушкіна, так само як і всіх доторканних до цієї справи, з тим, що якщо між ними виявляться особи іноземні, то не роблячи їм допитів і не включаючи до сентенції Суду, представити щодо них особливу записку, із зазначенням тільки заходів їх причетності“».
Військовий суд першої інстанції (полковий) засудив, в попередньому порядку, Геккерна і Данзаса до смертної кари — за законами часів Петра I; за змістом 139-го військового артикулу (1715), посилання на який присутнє в матеріалах кримінальної справи, загиблий на дуелі також підлягав посмертній карі: «Всі виклики, бійки і поєдинки через це найжорсткіше забороняються <…> Хто проти цього учинить, він незалежно, як викликач, так і хто вийде, має бути страчений, а саме повішений, хоча з них хто буде поранений або вбитий, або хоча обидва не поранені від того відійдуть. І якщо трапиться, що обидва або один з них в такому поєдинку залишиться, то їх і по смерті за ноги повісити».
Вирок доповідався вище по начальству; в результаті визначення Генерал-Аудиторіата А. І. Ноїнського від 17 березня 1837 року пропонувало: Геккерна «позбавивши чинів і придбаного ним Російської дворянської гідності, записати в рядові, з направленням на службу за призначенням Інспекторського Департаменту», щодо секунданта Пушкіна підполковника Данзаса пропонувалося, беручи до уваги його бойові заслуги й інші пом'якшувальні провину обставини, обмежитися арештом ще на 2 місяці (він вже був під арештом), після чого «повернути як і раніше на службу»; «злочинний же вчинок самого камер-юнкера Пушкіна <…> з нагоди його смерті віддати забуттю». На доповіді Ноїнского 18 березня того ж року була написана Найвища конфірмація: «Бути цьому, але рядового Геккерена, як не російського підданого, вислати з жандармом закордон, відібравши офіцерські патенти».

## Доля Дантеса і Луї Геккерна
Нідерландський міністр Геккерн був відкликаний з Петербурга, Микола I недвозначно дав зрозуміти про небажаність його подальшого перебування в Росії.
Дантес дожив до глибокої старості, став дуже відомим у Франції політичним діячем, був членом французького сенату. На схилі років стверджував, що якби не та злощасна дуель, в результаті якої йому довелося покинути Росію, то його доля склалася б не так вдало, і, швидше за все, йому довелося б доживати свій вік у відставці де-небудь на околиці Росії без великого достатку і в колі численної родини.

## Подія в мистецтві

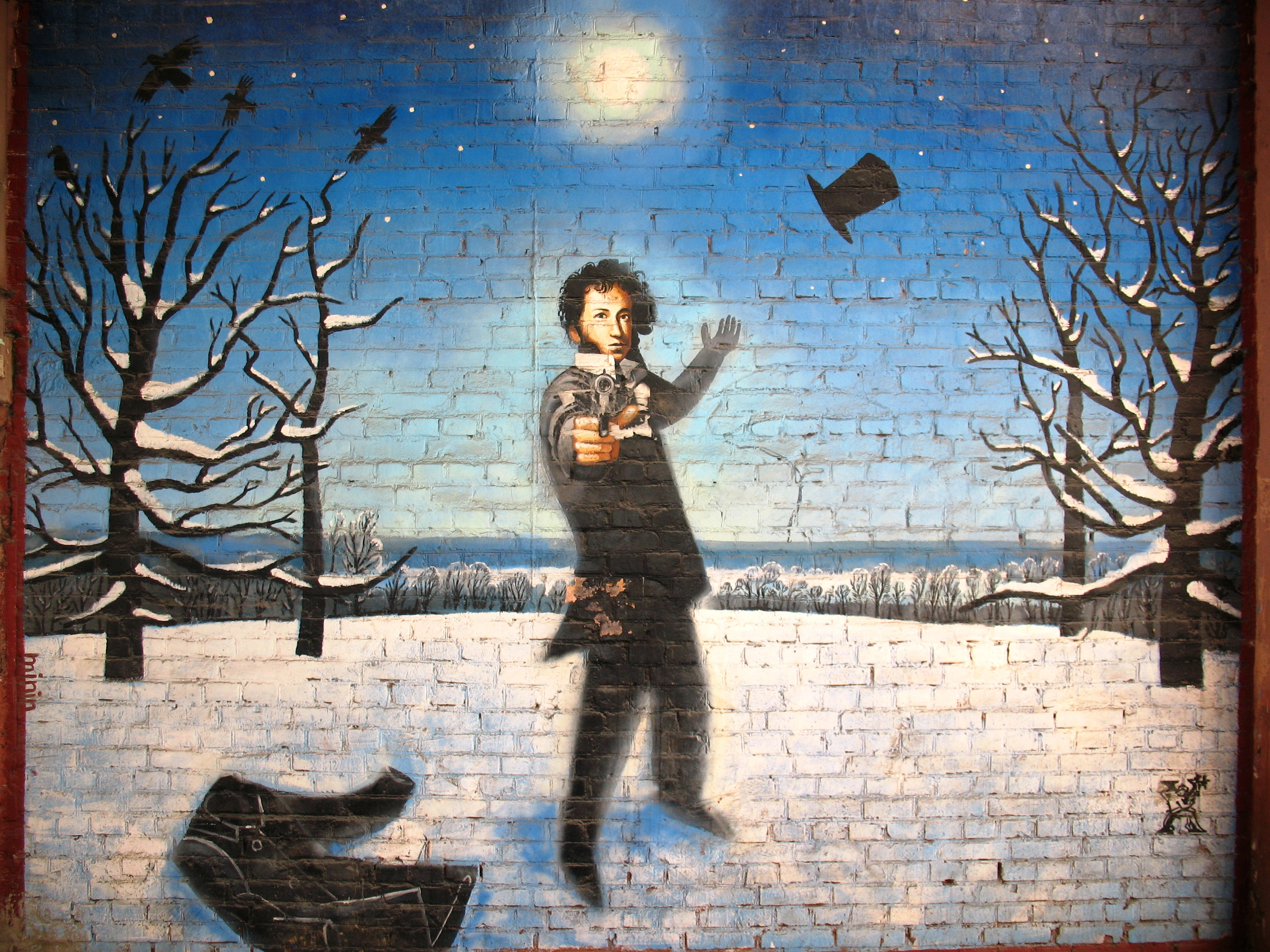
Граффіті «Пушкін-дуелянт». Пушкінська вулиця, Харків, 2008 рік

Наступного дня після смерті Пушкіна в «Літературних додатках до Російського інваліду» з'явилося коротке повідомлення, яке ввело в російську мову вираз «сонце російської поезії».
Михайло Лермонтов, не знайомий особисто з Пушкіним, але був близьким до його друзів (сім'ї Карамзіних і М. Ф. Арендта), написав вірш «Смерть поета»: «Погиб Поэт, невольник чести, пал, оклеветанный молвой».
Мірза Фаталі Ахундов написав в 1837 році перською мовою «Східну поему на смерть Пушкіна».
Федір Тютчев присвятив пам'яті Пушкіна вірш «29-е січня 1837»: «Тебя ж, как первую любовь, России сердце не забудет!..».
В кінці XX століття вийшла книга: «Історія однієї хвороби», вона була перевидана у вигляді збірки під назвою «Додаток до портретів: Скорботний лист, або історія хвороби О. С. Пушкіна. Лікар А. П. Чехов».
Дмитро Верховський в своєму вірші «На прощання Леїлі», яке перегукується з творами Пушкіна і цитує їх, дає альтернативну версію щодо причини і обставини дуелі. Наприклад, в одному з останніх своїх творів «Від мене вечір Леїла» Пушкін пише про жінку, яка вибрала більш молодого коханця: «Знаешь сам: сладок мускус новобрачным, камфора годна гробам». У поемі «Євгеній Онєгін» Олександр Сергійович згадує про звичай дуелянтів «мітити в стегно чи в скроню», де мітити в ноги означає бажання завершити дуель легкої раною, не зазіхаючи на життя противника. Узгоджуючи з характером рани Пушкіна, враховуючи професійні навички барона Геккерна при короткій дистанції для пострілу, Верховський передбачає намір Дантеса не завдавати смерті противнику. Також варто відзначити думку багатьох сучасників Пушкіна щодо його суїцидальних помислах.

## Меморіали, присвячені дуелі
- Пам'ятник на місці останньої дуелі Пушкіна.
- Оформлення станції метро «Чорна річка», відкритої в 1982 році — через 145 років після дуелі.